# القرد يرى، القرد يفعل

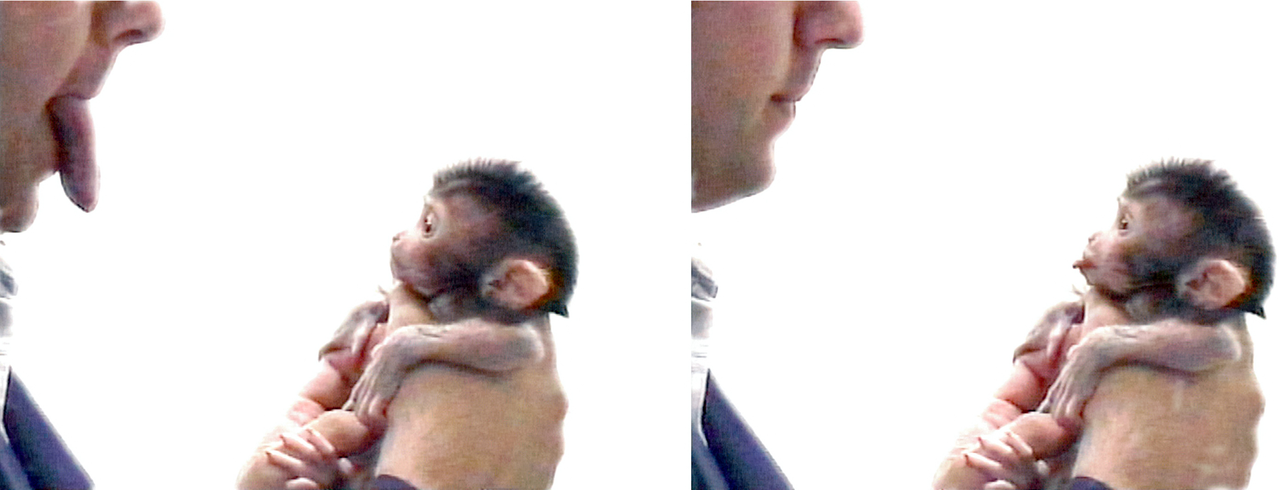

القرد يرى، القرد يفعل هي مقولة  بلغة مبسطة ظهرت في الثقافة الأمريكية في بدايات عقد 1920، حيث تشير المقولة إلى تعلم عملية معينة دون فهم آلية عملها أو لماذا تعمل أساساً. أو ربما، بحسب تعريف آخر، يعني التقليد الأعمى الذي يصاحبه غالباً معرفة ضئيلة وإدارك محدود بالعواقب.
يمكن أن هذه المقولة قد نشأت من الفولكلور في مالي في غرب أفريقيا من خلال الحكاية الشهيرة «قبعات للبيع» (قصة بائع متجول، وبعض القرود وأعمالهم). هذه الحكاية الشعبية سردها «بابا واغه دياكيته» (Baba Wagué Diakité) في عام 1999 بكتابه «بائع القبعات والقرود» التي تجري أحداثها في مالي. لاحظ دياكيته أن نسخاً من هذه القصة تتواجد أيضا في مصر والسودان والهند وإنجلترا.